# 畑中純
畑中 純（はたなか じゅん、1950年3月20日 - 2012年6月13日）は、日本の漫画家。男性。福岡県小倉市（現：北九州市）出身。漫画家としてだけでなく、版画家としても活動した。

## 経歴
16歳の時に漫画家を志すようになり、福岡県立小倉南高等学校卒業後、1968年に上京し、東京デザインカレッジ・マンガ科に在籍。肉体労働をしながら、1コマ漫画を描き始める。1974年に1コマ漫画集『それでも僕らは走っている』を自費出版。1977年『月夜』でデビュー。1979年から『週刊漫画サンデー』（実業之日本社）にて10年近く続いた連載『まんだら屋の良太』（第10回(1981年度)日本漫画家協会賞受賞）で知られるようになる。本作は2006年、フランスで『RYOUTA  DU  MANDALA』として翻訳刊行された。2007年より、東京工芸大学芸術学部マンガ学科教授をつとめた。
1984年には夜久弘がつげ義春作品発表のために創刊した『COMICばく』創刊号に掲載されることになったつげの『散歩の日々』に登場するH君を、夜久はつげと同じ町内に住む畑中純だと直感した。夜久は畑中の仕事場で多くのイラストを見たが、鳥や魚、獣をイメージの世界に自由に遊ばせ際限なく描き続けた作品の一部を「月夜の音楽会」と題して巻頭に11頁にわたり掲載（カラー3枚、モノクロ6枚）した。『COMICばく』全15巻の表紙の版画をすべて担当した。
2012年6月13日、腹部大動脈瘤破裂のために死去。62歳没。

## 作風
独特の絵柄とともに、暴力性・エログロナンセンス・幻想性などを、力強い庶民性で健康的なユーモアへと異化させる、個性的な作風を持つ。版画を用いた表紙を描くことが多い。
デビュー前に志向していた1コマ漫画は、トミー・ウンゲラーや久里洋二の影響を受けていたものであったが、デビュー以後にストーリー漫画を描くようになってからは、つげ義春や山上たつひこの影響を受けるようになる。

## 主な漫画作品
- まんだら屋の良太（漫画サンデー、実業之日本社）
- 玄海遊侠伝 三郎丸（漫画サンデー、実業之日本社）
- 百八の恋（モーニング、講談社）
- オバケ（モーニング、講談社 ※最終版として光文社コミック叢書SIGNAL 光文社）
- 理想宮（ビッグゴールド、小学館）
- 大多摩月夜（ビッグゴールド、小学館）
- 愚か者の楽園（小説新潮、新潮社）
- ガキ（コミックトム、潮出版社）
- 良太（月刊コミックビンゴ、文藝春秋）※『まんだら屋の良太』の続編
- 極道モン（実話時代、メディアボーイ）
- 筒井漫画涜本（原作：筒井康隆、「遠い座敷」、実業之日本社）
- ガタロ（ガロ、青林堂）
- 月子まんだら（青林堂）
- ゆらりん（みこすり半劇場、ぶんか社）
- SIGNAL VOL.1（原作：江戸川乱歩、「防空壕」、光文社） ※遺作
- 1970年代記 「まんだら屋の良太」誕生まで（朝日新聞社）

## 関連人物
- つげ義春
- 夜久弘
- 『COMICばく』 - 表紙の版画をすべて担当。